# Christkönigskirche (Radzieje)
Bei der Kirche in Radzieje handelt es sich um ein oktogonales verputztes Bauwerk mit Türmchen aus dem beginnenden 19. Jahrhundert, das bis 1945 evangelisches Gotteshaus für das Kirchspiel des damals Rosengarten genannten ostpreußischen Dorfes war und heute katholische Pfarrkirche ist.

## Geographische Lage
Das heutige Radzieje liegt im Nordosten der polnischen Woiwodschaft Ermland-Masuren westlich des Dobensees (polnisch Jezioro Dobskie) an einer Nebenstraße, die die Woiwodschaftsstraße DW 650 bei Przystań (Pristanien, 1938–1945 Paßdorf) über Kamionek Wielki (Ziegelei Steinort) mit Nowa Różanka (Neu Rosenthal) verbindet.
Die Kirche steht an der Südseite der „ul. Węgorzewska“ genannten Hauptdurchgangsstraße.

## Kirchengebäude
In der Handfeste über Rosengarten von 1437 wurde der hl. Nikolaus als Schutzpatron der Rosengartener Kirche genannt – ein Zeichen dafür, dass hier bereits eine Kirche stand oder im Bau begriffen war. Diese Kirche war 1574, als der pomesanische Bischof Georg von Venediger hier eine Visitation abhielt, bereits so baufällig, dass ein Neubau beschlossen wurde. Dazu allerdings kam es erst hundert Jahre später, als Graf Gerhard Ahasverus von Lehndorff 1673 begann, die ganz verfallene Kirche umbauen zu lassen. In Anerkennung seiner für die Kirche erbrachten Opfer erteilte ihm der Kurfürst das Kirchenpatronat über Rosengarten unter dem 4. November 1683.
Diese Kirche von 1673 war 78 Fuß lang und 43 Fuß breit und hatte einen mit Schindeln gedeckten stumpfen Turm, in dem drei Glocken hingen. Außer der Sakristei war eine Chor- und eine Kirchenhalle angebaut. In letzterer hielt ein vergoldeter Engel ein silbernes Taufbecken, auf dem das Lehndorff-Wallenrodtsche Wappen zu sehen war. Anstelle einer Orgel war ein Positiv mit sechs Registern eingebracht. Auf der Kanzel stand ein Stundenglas.
Im Jahr 1812 sollte die Kirche umgebaut werden, doch kriegerische Auseinandersetzungen in dieser Zeit verzögerten das Vorhaben. 1822 war die Kirche so baufällig, dass ein Neubau unumgänglich war. König Friedrich Wilhelm III. bewilligte hierfür 1000 Taler, und der kunstsinnige nachmalige König Friedrich Wilhelm IV. bestimmte die architektonischen Grundzüge mit der Gestalt eines Achtecks. Das Baumaterial lieferte der Patron Karl Friedrich von Lehndorff. Baubeginn war 1826. Bereits am 5. August 1827 weihte der Angerburger Superintendent Samuel Neumann die neue Kirche ein.
Entstanden war ein oktogonaler verputzter Bau mit flachem Zeltdach und einer hölzernen Laterne. Rundbogenfenster ließen das Licht in das Kircheninnere  einfallen, in dem die Emporenkonstruktion sich angemessen einfügte. Eine Holzdecke überdeckte den gesamten Innenraum.
Im Jahr 1884 erhielt die Kirche einen von Paul Mehlmann gefertigten Kronleuchter aus Goldbronze, und noch im gleichen Jahr fanden Restaurierungsarbeiten im Kirchenraum statt, u. a. wurden die beiden silbernen Altarleuchter neu versilbert. 1886 erhielt die Kanzel zwei Kugellampen von der Firma E. A. Beyer aus Rastenburg (polnisch Kętrzyn), eine weitere Kugellampe war für die Orgel bestimmt. Ein Jahr später ließ man zehn Wandlampen in der Kirche montieren.

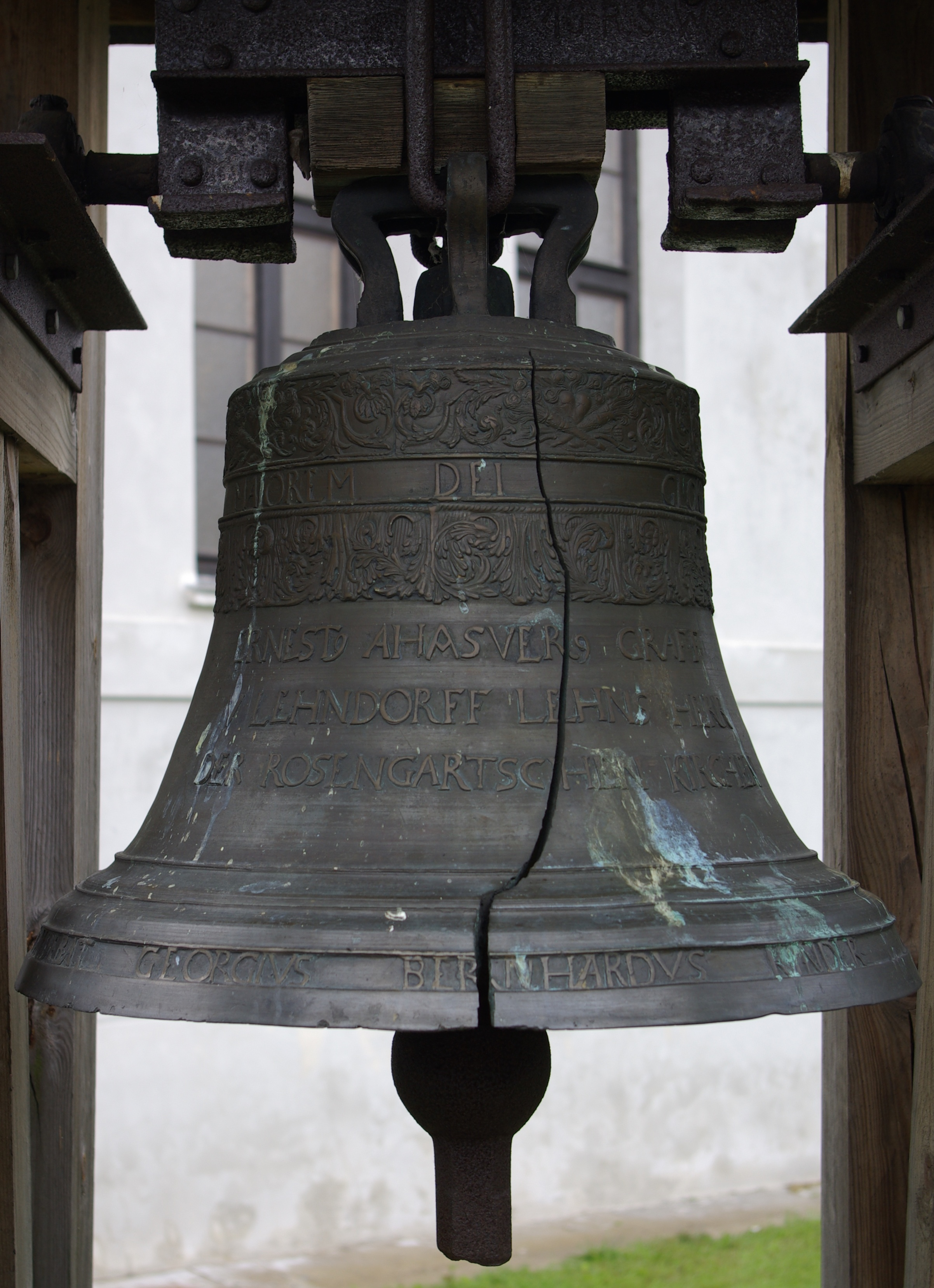
Die gesprungene Kirchenglocke von 1727

Von den Glocken, die in einem separaten Glockenstuhl an der Südostseite der Kirche läuteten, mussten zwei im Jahr 1917 als Kriegsmaterial abgeliefert werden. Lediglich die 1727 gegossene Glocke blieb an ihrem angestammten Platz. Auch die großen Orgelpfeifen wurden für Kriegszwecke beschlagnahmt.
Anlässlich des 100-jährigen Jubiläums der Kirche im Jahr 1927 wurde das Gotteshaus von dem Königsberger Maler Richard Pfeiffer und seinem Sohn renoviert unter Verwendung wertvoller Schnitzwerke, darunter ein Kruzifix aus dem 17. Jahrhundert aus der früheren Kirche, ebenso ein Taufengel aus der Zeit um 1680/1690 sowie ein geschnitzter Engel mit Martersäule, wohl aus dem Hauptaltar der früheren Kirche aus den Jahren 1620/1630. Außerdem wurde die Orgel umgebaut, und die Kirche erhielt zwei neue Glocken als Ersatz für die 1917 abgelieferten.
Doch diese beiden Glocken sollten nicht lange bleiben dürfen. Am 2. März 1942 läuteten sie zum letzten Mal, bevor sie beschlagnahmt wurden, um für Munitionszwecke eingeschmolzen zu werden.
Den Zweiten Weltkrieg überstand das Gotteshaus nahezu unbeschadet. Es wurde zwangsenteignet und dem katholischen Bistum Ermland übergeben. Dieses nahm sie als Christkönigskirche in Dienst und richtete sie für die römisch-katholische Liturgie her.

## Kirchengemeinde
Wie bei der benachbarten Kirche in Engelstein (polnisch Węgielsztyn) fiel die Gründung des Kirchspiels Rosengarten mit der Anlage des Dorfes zusammen. Seit der Einführung der Reformation waren hier lutherische Geistliche tätig. Rosengarten war mit dem Nachbarkirchdorf Doben (polnisch Doba) unter einem Pfarramt, das seinen Sitz in Rosengarten hatte, verbunden. Doben gehörte in den ersten Jahren allerdings noch zur Inspektion Rastenburg und wurde von einem Katecheten versehen, danach wurde es, wie Rosengarten bereits früher, in den Kirchenkreis Angerburg in der Kirchenprovinz Ostpreußen der Evangelischen Kirche der Altpreußischen Union eingegliedert, und beide blieben ihm bis 1945 zugeordnet.
1925 zählte der Sprengel Rosengarten 2900 Gemeindeglieder, zu denen für die pfarramtliche Betreuung noch 250 Gemeindeglieder des Sprengels Doben kamen. Das Kirchenpatronat hatten die Grafen von Lehndorff im Schloss Steinort in Groß Steinort (polnisch Sztynort) inne.
Flucht und Vertreibung der einheimischen Bevölkerung im Zusammenhang des Krieges ließen das kirchliche Leben in dem nun Radzieje genannten Ort ersterben. Bald jedoch kamen polnische Siedler hierher, überwiegend römisch-katholischer Konfession, ließen sich hier nieder und brachten das kirchliche Leben wieder zum Erwachen. Die Pfarrgemeinde ist Teil des Dekanats Węgorzewo (Angerburg) im Bistum Ełk (Lyck) der Römisch-katholischen Kirche in Polen.

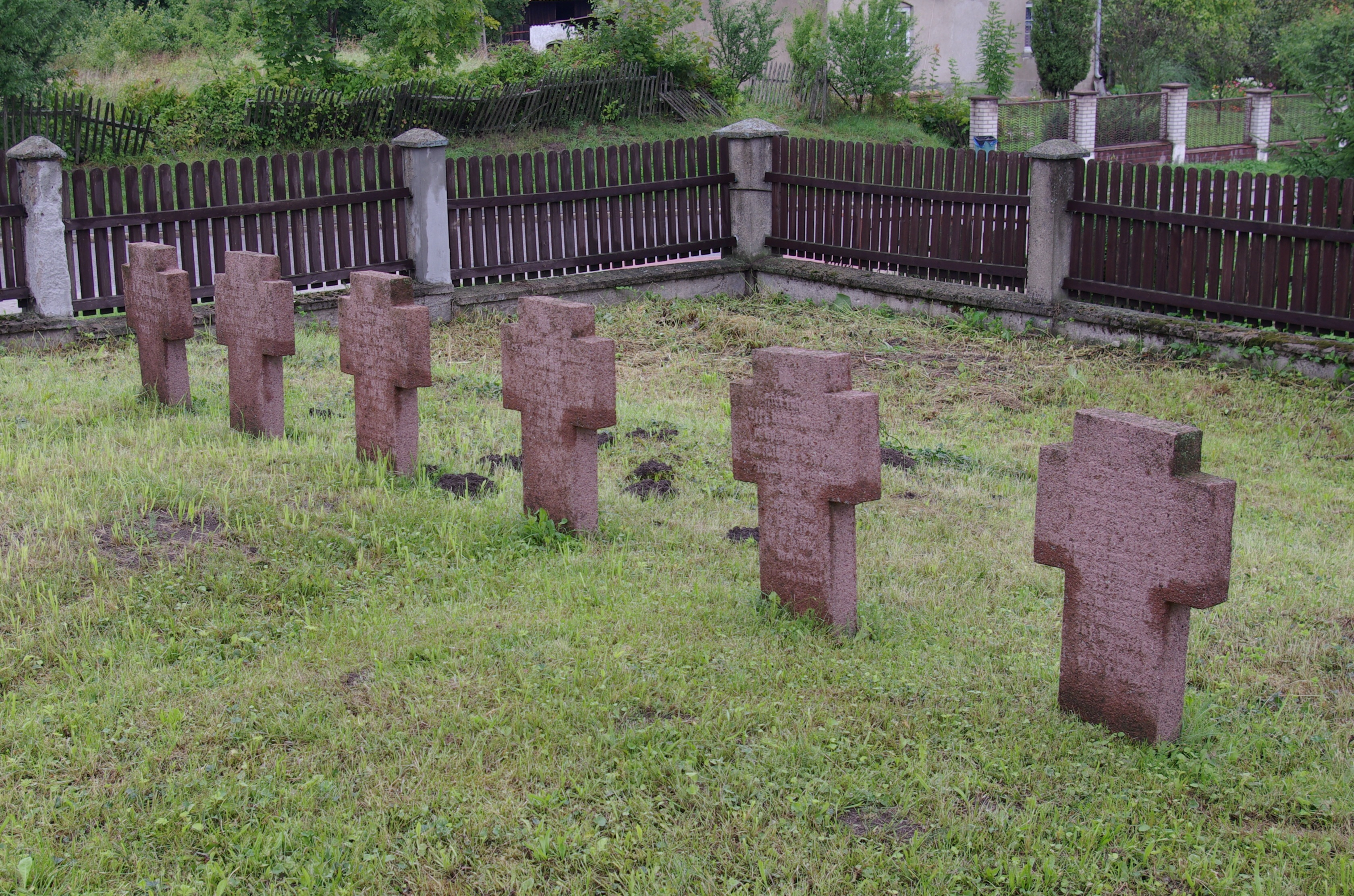
Kriegsgräber auf dem ehemaligen evangelischen Friedhof Rosengarten in Radzieje

Die nur wenigen hier lebenden evangelischen Kirchenglieder orientieren sich zur Kirchengemeinde in Węgorzewo, einer Filialkirche der Pfarrei Giżycko (Lötzen) bzw. zur Pfarrkirche in Kętrzyn (Rastenburg), beide gelegen in der Diözese Masuren der Evangelisch-Augsburgischen Kirche in Polen. An die Zeit der evangelischen Kirche in Rosengarten erinnert heute noch der ehemalige Friedhof mit seinen Kriegsgräbern aus dem Ersten Weltkrieg.

### Ev. Kirchspiel Rosengarten
Bis 1945 gehörten zum Kirchspiel Rosengarten (ohne den Sprengel Doben) 20 Dörfer, Ortschaften und Wohnplätze:
| Deutscher Name                 | Polnischer Name |  | Deutscher Name               | Polnischer Name |
| ------------------------------ | --------------- |  | ---------------------------- | --------------- |
| Adlig Masehnen                 | Mażany          |  | Mittenort                    | Tarławecki Róg  |
| Amalienruh                     |                 |  | *Pilwe                       | Pilwa           |
| Georgenau                      | Jerzykowo       |  | Rosengarten                  | Radzieje        |
| Grieslack                      | Gryzławki       |  | Rosenhof                     | Róże            |
| Groß Steinort ab 1928 Steinort | Sztynort        |  | *Stawisken 1938–1945 Teichen | Stawiska        |
| Klein Steinort                 | Sztynort Mały   |  | *Stobben                     | Pniewo          |
| Kittlitz                       | Kietlice        |  | Südenort                     | Zacisz          |
| *Köllmisch Masehnen            | Mażany          |  | *Taberlack                   | Tarławki        |
| Labab                          | Łabapa          |  | Wittfong (Insel)             | Kurka           |
| Langbrück                      | Dłużec          |  | Ziegelei Steinort            | Kamionek Wielki |

### Kath. Pfarrei Radzieje
Nach Radzieje sind 14 Dörfer bzw. Ortschaften eingepfarrt:
| Polnischer Name | Deutscher Name    |  | Polnischer Name | Deutscher Name                   |
| --------------- | ----------------- |  | --------------- | -------------------------------- |
| Dłużec          | Langbrück         |  | Radzieje        | Rosengarten                      |
| Jerzykowo       | Georgenau         |  | Róże            | Rosenhof                         |
| Kamionek Wielki | Ziegelei Steinort |  | Stawiska        | Stawisken 1938–1945: Teichen     |
| Łabapa          | Labab             |  | Suchodoły       | Friedental                       |
| Mażany          | Masehnen          |  | Sztynort        | Steinort bis 1928: Groß Steinort |
| Pilwa           | Pilwe             |  | Sztynort Mały   | Klein Steinort                   |
| Pniewo          | Stobben           |  | Tarławki        | Taberlack                        |

### Pfarrer (bis 1945)
Als evangelische Geistliche amtierten an der Rosengartener Kirche bis 1945:
- Jacob Dologowius, 1576/1582
- Georg Platanus, ab 1588
- Michael Brodinus, 1644–1660
- Peter Brodinus, 1655–1658
- Albert Bartholomäus Cibulka, ab 1658
- Georg Andersohn, 1682–1706
- Friedrich Cibrovius, 1707–1758
- Jacob Kaminski, 1740–1745
- Johann Albrecht Prätorius, 1749–1771
- Paul Salomo Gregorowius, 1771–1783
- Christian Friedrich Aegidi, 1784–1799
- Daniel Friedrich Aegidi, 1799–1826
- Gotthilf Lebrecht Motullo, ab 1828
- Christian Ludwig Bolle, 1842–1857
- Karl Johann Borkowski, 1857–1877[7]
- Ernst Theodor Teschner, 1878–1883
- Otto Emil Richard Ziegler, 1883–1889
- Friedrich Ludwig Johannes Wolter, 1889–1899
- Otto Junkuhn, 1899–1910[7]
- Ernst Hecht, 1911–1915
- Richard Drost, 1916–1945

### Kirchenbücher
Von den Kirchenbüchern des Pfarramts Rosengarten/Doben haben sich – zum Teil mit Namensregistern – erhalten und werden im Evangelischen Zentralarchiv in Berlin-Kreuzberg aufbewahrt:
- Taufen: 1700 bis 1944
- Trauungen: 1700 bis 1944
- Begräbnisses: 1710 bis 1944.